# ذهبي عتيق
الذهبي العتيق هو أصفر داكن يختلف عن البني الزيتوني أو الزيتي الفاتح إلى الأصفر الداكن أو القوي، عموما على الجانب الداكن من هذا النطاق.
وكان أول استخدام مسجل للذهبي العتيق كاسم اللون في اللغة الإنجليزية في أوائل القرن ال19 (السنة بالضبط غير مؤكدة).